# Dominet Bank
Dominet Bank S.A. (d. Cuprum-Bank S.A.) – bank uniwersalny z siedzibą w Lubinie działający w latach 1991–2010, kiedy został przejęty przez Fortis Bank Polska.

## Historia

### Cuprum-Bank
Bank został utworzony w 1991 z inicjatywy KGHM Polska Miedź, wspólnie z Bankiem Handlowym w Warszawie (BHW) i gminami miejskimi Lubin i Głogów. Był bankiem o zasięgu regionalnym, skupionym na obszarze Dolnego Śląska. Był pierwszym bankiem zlokalizowanym poza miastem wojewódzkim, który został podłączony do systemu SYBIR.
W 1994 akcjonariuszem większościowym banku stał się BHW.
W wyniku przejęcia BHW przez Citigroup w 2000, bank został członkiem polskiej grupy kapitałowej Citi.
W 2001 BHW ogłosił, a w marcu 2002 sprzedał wszystkie posiadane akcje banku spółce pośrednictwa kredytowego Dominet S.A. Jednym z właścicieli spółki był wówczas fundusz inwestycyjny należący do banku inwestycyjnego Merill Lynch oraz osoby powiązane z Sylwestrem Cackiem. Jednym z celów nowych właścicieli było przekształcenie banku z regionalnego w ogólnopolski. W momencie przejęcia posiadał 20 placówek.

### Dominet Bank
W październiku 2002 zmienił nazwę na Dominet Bank wskutek zmian właścicielskich. 
W 2007 został przejęty przez Fortis Bank Polska. W 2009 zniknęła też marka handlowa oraz nastąpiła fuzja obu podmiotów. Likwidacja spółki poprzez przejęcie została zaarejestrowana przez sąd rejestrowy w 2010. 